# Hagaparkens obelisk

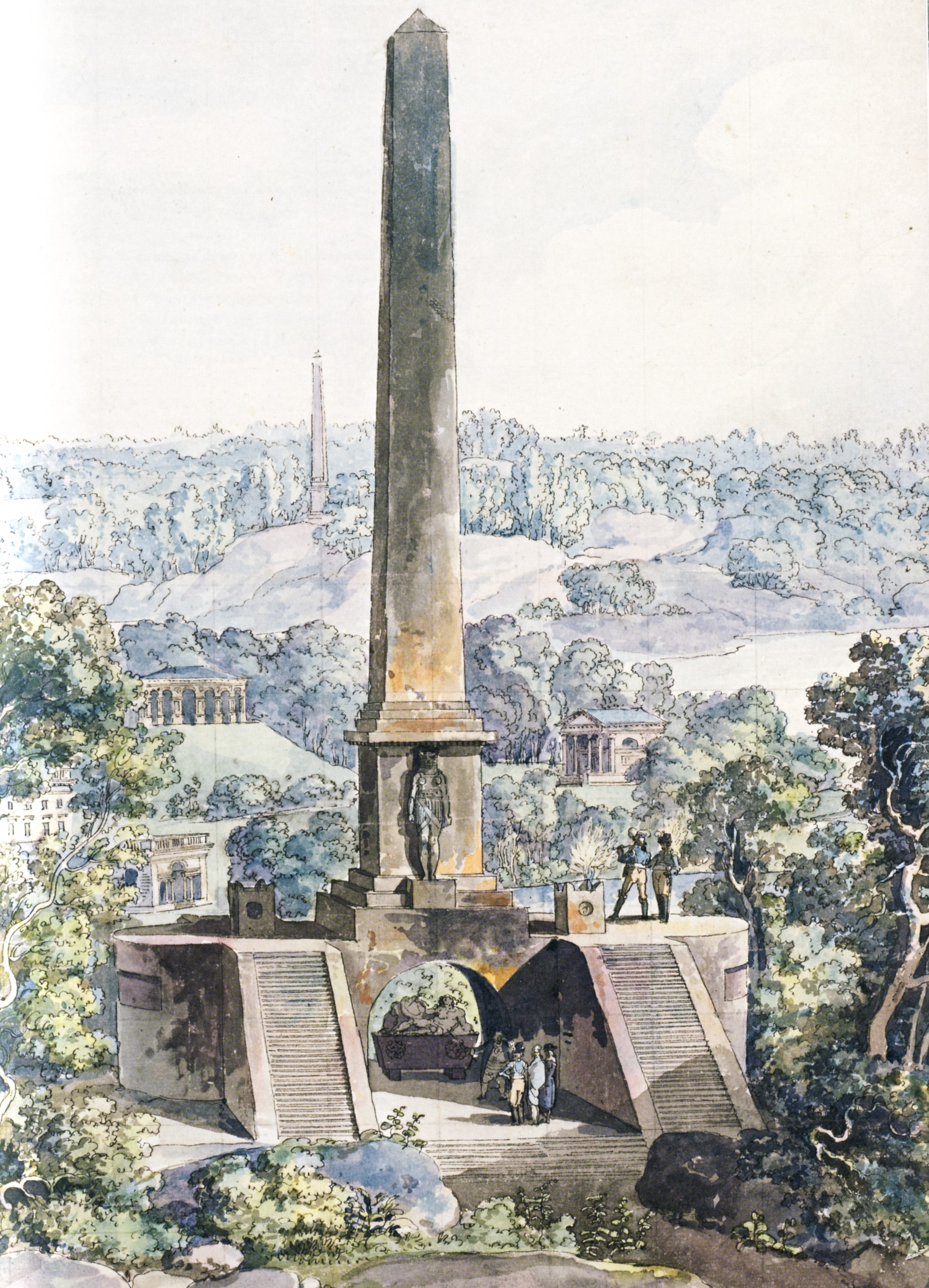
Obelisken i Hagaparken

Hagaparkens obelisk var ett planerat monument i Hagaparken i Solna. Ett förslag till obelisken ritades av Louis Jean Desprez, men projektet blev aldrig påbörjat.

## Historik
Obelisken skulle uppföras på det så kallade Grottberget mitt emot Gustav III:s paviljong och utgöra ett långt synligt utropstecken. På Desprez' lavering med penna och grått bläck syns obelisken med Gustav III:s paviljong, Amor och Psyketemplet  och Ekotemplet. Långt bort i bakgrunden, på andra sidan Brunnsviken, reser sig ytterligare en obelisk på en höjd i Frescatiområdet. 
Obeliskens sockel utformade Desprez som en välvd portal, där han hade tänkt sig att placera en skulptur utförd av Tobias Sergel. Obelisken i Hagaparken kom aldrig till utförande, men den på Frescati byggdes bakom Koppartälten och blev sedan flyttad till Frescati. Beställaren var Gustav III:s gode vän, Gustaf Mauritz Armfelt, som uppförde sin nya villa på andra sidan Brunnsviken (se Villa Frescati). Det blev en obelisk i trä men överdelen har numera ruttnat bort, bara fundamentet av gråsten finns kvar. Armfelts träobelisk var en fullskalemodell av den obelisk som sedermera skulle resas på Slottsbacken i Stockholm (se Obelisken i Stockholm).